# Love Gun
Love Gun šesti je studijski album američkog hard rock sastava Kiss.

## Popis pjesama
| Br. | Skladba                | Trajanje |
| --- | ---------------------- | -------- |
| 1.  | »I Stole Your Love«    | 3:04     |
| 2.  | »Christine Sixteen«    | 3:15     |
| 3.  | »Got Love for Sale«    | 3:28     |
| 4.  | »Shock Me«             | 3:50     |
| 5.  | »Tomorrow and Tonight« | 3:35     |
| 6.  | »Love Gun«             | 3:18     |
| 7.  | »Hooligan«             | 3:00     |
| 8.  | »Almost Human«         | 2:48     |
| 9.  | »Plaster Caster«       | 3:26     |
| 10. | »Then She Kissed Me«   | 3:03     |

## Popis izvođača
- Paul Stanley – vokali, gitara
- Gene Simmons – bas-gitara, vokali
- Ace Frehley – gitara, vokali
- Peter Criss – bubnjevi, vokali